# Substitut de viande
Ne doit pas être confondu avec Viande in vitro ou Viande cultivée.

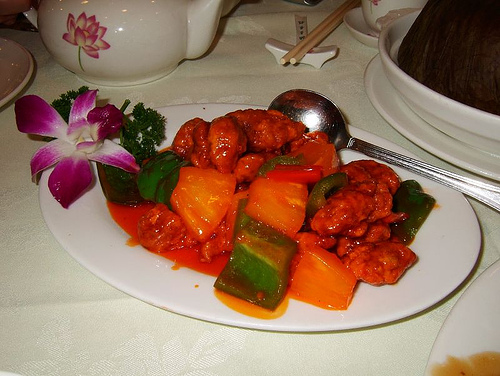
Tofu typique de la cuisine bouddhique.

Un substitut de viande, appelé aussi succédané de viande, viande d'imitation (appellations proches : simili-viande ou simili-carné), viande de substitution ou viande végétale, est un produit alimentaire dont les qualités esthétiques (principalement la texture, la flaveur et l'apparence) et chimiques sont similaires à un certain type de viande.
L'utilisation de ces substituts est populaire notamment chez les végétariens, véganes, carnistes qui veulent réduire leur consommation de viande pour des raisons de santé, d'éthique ou de protection de l'environnement, ainsi que chez les personnes qui suivent des règles alimentaires religieuses, comme le casher, le halal ou dans la cuisine bouddhiste.

## Procédés utilisés
En règle générale, les substituts de viande sont fabriqués à partir de produits non carnés et excluent parfois aussi les produits d'origine animale, tels les produits laitiers.
La majorité de ces substituts est à base de soja, de blé, de céréales, de petits pois, de plantes photosynthétiques diverses (Rubisco), de cultures bactériennes ou fongiques (tel le Quorn) qui sont dénaturées par traitement chimique et mécanique pour obtenir un produit ayant la forme d'une viande qui est ensuite aromatisée.
De plus, certaines start-ups essaient de fabriquer de la viande artificielle avec des imprimantes 3D : c'est ce que l'on appelle le bio-printing .
La viande cultivée est constituée de protéines animales issues de cellules souches placées dans des cuves de culture. En 2022, elle n'était encore autorisée qu'à Singapour.

## Avantages

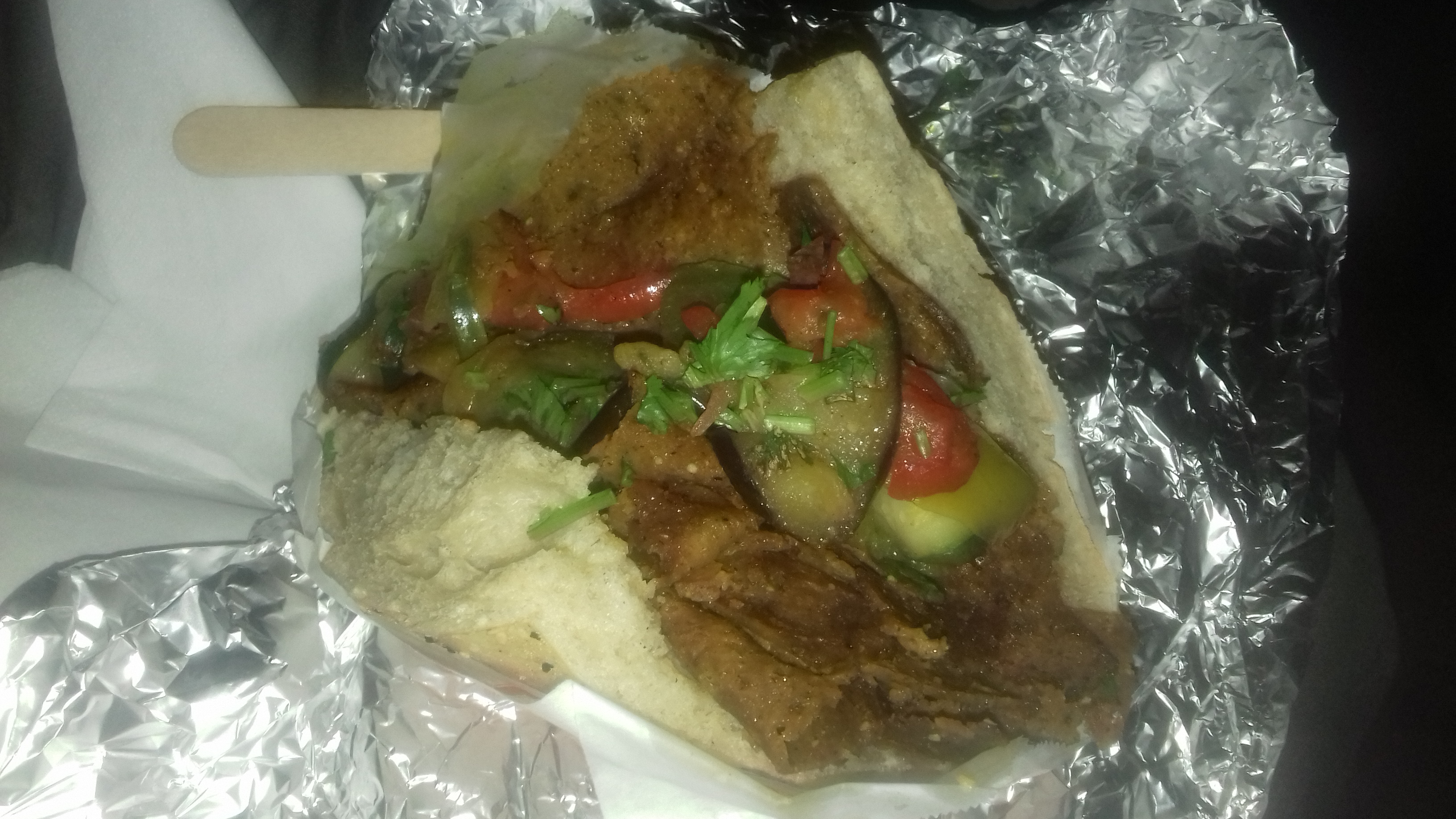
Un vebab, ressemblant à un kebab, mais sans viande.

Par comparaison à la viande animale, les substituts de viande sont intéressants en termes de qualité nutritive, notamment pour leur plus faible taux en graisses saturées et leur richesse en fibres. Leur impact environnemental est moindre (émission de gaz à effet de serre, utilisation d'eau et des terres agricoles).
La fabrication de substituts végétaux à la viande nécessite environ sept fois moins de ressources que celle de la viande de bœuf. En effet, les petits pois ou les algues brunes par exemple (qui sont beaucoup utilisés dans la synthèse des viandes artificielles) nécessitent entre autres beaucoup moins d'eau que l'élevage des bovins (que l'on doit nourrir avec des céréales).
Une étude publiée dans le Journal of Food Science vient renforcer ces observations en constatant que les alternatives végétales à la viande, malgré leur classification comme aliments ultra-transformés (AUT), se distinguent positivement par leurs bénéfices environnementaux, éthiques et sanitaires. Cette distinction est d'autant plus pertinente que les chercheurs ont montré que leurs processus de transformation n'altèrent pas leur valeur nutritionnelle, qui reste souvent supérieure à celle des autres AUT, contrairement aux produits d'origine animale qui présentent des risques accrus pour la santé. Face à ces constats, les chercheurs préconisent une standardisation du profil nutritionnel de ces alternatives végétales et leur exclusion de la catégorie des AUT, reconnaissant leur rôle essentiel dans la transition vers une alimentation plus durable.

## Inconvénients
Une étude NutriNet-Santé publiée en 2020 pointe que les Français adeptes du régime végétalien consomment en moyenne près de 40 % d'aliments ultra-transformés, contre 33 % chez les omnivores, 32,5 % chez les pesco-végétariens et 37 % chez les végétariens.
Le marché américain des substituts de viande est largement contrôlé par les géants mondiaux des filières bovines, volailles et porcines.
Toutefois, des études plus récentes réalisées par sous-groupes d'aliments ultratransformés ont montré que seuls les aliments contenant des produits d'origine animale et les boissons sucrées étaient liés à un risque accru de cancer et de multimorbidité cardiométabolique. En revanche, ce n’était pas le cas pour les similicarnés ou les produits céréaliers. Ces résultats sont cohérents avec une méta-analyse réalisée sur trois larges cohortes américaines, dans laquelle la consommation de céréales complètes ou de fruits ultratransformés semblait diminuer le risque de survenue de diabète.
Une étude approfondie publiée en 2024 dans la revue Proceedings of the National Academy of Sciences montre que les substituts végétaux transformés, tels que les burgers végétariens, améliorent l'alimentation par rapport aux produits d'origine animale, mais moins que les aliments végétaux non transformés ; sur le plan de la santé, ils présentent donc des avantages évidents par rapport à la viande, mais ne sont pas aussi nutritifs et équilibrés que les alternatives non transformées.

## Débats juridiques sur les appellations
Le gouvernement français a tenté plusieurs fois d'interdire l'appellation « steak végétal », et plus généralement les appellations incluant « steak » ou encore « saucisse » pour des produits à base de protéines végétales ne contenant pas de viande,.
Un décret est publié en 29 juin 2022, mais invalidé par le Conseil d'État, qui saisit la Cour de justice de l'Union européenne en juillet 2023 afin de savoir si un État membre ou une juridiction nationale dispose de la compétence pour adopter des mesures nationales réglementant ou interdisant ce type de dénominations.
Le gouvernement propose un nouveau décret (du 26 février 2024, abrogeant celui de 2022, reprenant des mesures presque identiques, mais avec une liste de terme qui deviendraient alors interdits, utilisés en boucherie ou charcuterie, tels que « steak », « escalope » ou « jambon » ; et donc « steak végétal », « bacon végétal », « lardons végétaux »… qui sont — note le Conseil d'État — « parfois utilisées de longue date, installés dans l’esprit des consommateurs et figurant sur les cartes des restaurateurs ». Les arguments du conseil d'État ont été intégrés dans la Base de jurisprudence d'Ariane Web le 10 avril 2024 (Décision n° 492844) Ce décret devait entrer en vigueur au 1er mai 2024, mais le 10 avril, une décision de justice (du juge des référés du Conseil d'État) l'a également invalidé, pour les mêmes raisons que le précédent (« doute sérieux sur la légalité de cette interdiction », et texte portant « une atteinte grave et immédiate aux intérêts des industriels vendant exclusivement ce type de produits »).
En octobre 2024, dans son jugement la Cour de justice de l'Union européenne s'oppose à ces deux décrets.

## Produits à base de soja
- Tofu
- Tempeh
- Protéine de soja

## Autres produits végétaux
- Seitan
- Tempeh de pois chiche, de lentille
- Gluten de blé, avoine, son de seigle, pois chiche
- Protéine végétale texturée

## Produits de cultures bactériennes ou fongiques
- Quorn
- Spiruline alimentaire